# راکول اینترنشنال
راکول اینترنشنال (به انگلیسی: Rockwell International) شرکت خوشه‌ای هوافضا و صنایع جنگ‌افزاری آمریکایی بود، که در زمینهٔ تولید هواپیما و ابزارهای فضانوردی فعالیت می‌کرد. این شرکت در سال ۱۹۱۹ توسط ویلارد راکول تأسیس گردید و سرانجام در سال ۲۰۰۱ توسط بوئینگ خریداری شد.

## تاریخچه

### تاسیس
شرکت نورث آمریکن راکول در دسامبر ۱۹۲۸ به عنوان شرکت مادر تأسیس شد. مدیر آن کلمنت کیز تلاش داشت به جای ورود به صنایع هواپیماسازی وارد دیگر بخش‌های هوافضا شود. در سال‌های اول او شروع به خرید و فروش سهام شرکت‌های هوانوردی مختلف کرد. البته قانون پست هوایی ۱۹۳۴ ادامهٔ کار چنین شرکت‌های را منع کرد. پس از آن یکی از شرکت‌های تازه تأسیس شده نام نورث آمریکن اویشون را ازآن خود کرد. جیمز داچ کیندلبرگر از شرکت داگلاس مدیر این شرکت تازه تأسیس شد.

### ۱۹۳۰-۱۹۵۰
شرکت جدیدنورث آمریکن کار خود را بر ساخت هواپیماها متمرکز کرد، کیندلبرگر شرکت را به جنوب کالیفرنیا منتقل کرد، جای که هوا به پرواز در همهٔ زمان‌ها اجازه می‌داد. استراژی او تولید هواپیماهای آموزشی کوچک برای ارتش بود، از آنجایی که او امکان رقابت با شرکت‌های بزرگ هواپیماسازی را در نورث آمریکن نمی‌دید. اولین هواپیماهای این شرکت جی‌ای-۱۵ و جی‌ای-۱۶ بودند که بعدها تبدیل به او-۴۷ و ان‌آ-۱۶ شدند، هواپیماهایی با بال‌های کوچک و یک موتوره بودند که در سال ۱۹۳۴ برندهٔ قراداد نیروی هوایی ارتش آمریکا شدند. ان‌آ-۱۶ حدود ۲۵ سال برای ارتش آمریکا تولید شد. اولین هواپیمای نظامی شرکت نیز هواپیمای بی‌سی-۱ بود که در سال ۱۹۳۷ ساخته شده‌بود و طرح آن بر اساس ان‌آ-۱۶ بود. بعد از شروع جنگ جهانی دوم، شرکت نورث آمریکن به تولید خود سرعت بخشید. در سال ۱۹۴۰، این شرکت کارخانه‌هایی در دالاس و کانزاس ایجاد کرد. از سال ۱۹۳۸ تا ۱۹۴۵ (پایان جنگ) این شرکت ۴۳۲۰۸ هواپیما تولید کرد، که بالاترین میزان در میان شرکت‌های هوانوردی آن زمان بود.
پس از جنگ‌جهانی این شرکت همانند دیگر شرکت‌های هوانوردی دچار بحران مالی شد. کارمندان تمام وقت این شرکت از ۹۱۰۰۰ نفر به ۵۰۰۰ نفر کاهش یافت و تعداد سفارش‌های ساخت هواپیما به ۸۰۰۰ عدد رسید. 
نورث آمریکن به ولی به سرعت از این دوران خارج شد و توانست هواپیمای بمب افکن آی جی ساویج را در سال ۱۹۴۸ برای اولین بار به پرواز دربیاورد. این هواپیما با موتورهای پیستونی بود و موتور در دم قرار داشت. این هواپیما در آن زمان بزرگترین هواپیمای موجود بود و مدتی هم برای تانکر سوخت‌رسانی در هوا استفاده شد. 
نورث آمریکن هواپیمای ایکس‌پی-۸۲ را با بدنهٔ دوقلو، در اواخر ژوئن ۱۹۴۵ به پرواز درآورد. این هواپیما در زمان جنگ کره به عنوان هواپیمای جنگندهٔ راداری مورد استفاده قرار گرفت. هواپیمای چهار موتورهٔ بی-۴۵ تورنادو بمب‌افکن دیگر ساختهٔ این شرکت در سال ۱۹۴۷ بود. این هواپیما به علت استفاده از بال‌های مستقیم قدیمی به جای بال‌های مورب، کارایی مناسبی نداشت و توانست ۱۳ فروش داشته‌باشد.
در ژوئن ۱۹۴۵، کیندلبرگر و لی وود مدیریت شرکت را بر عهده گرفتند و تا ۱۹۸۰ مدیر آن بودند.
در دههٔ ۵۰، نورث آمریکن هواپیمای اف-۱۰۰ سوپر سابر را ایجاد کرد. این هواپیما که از بال‌های مورب تیتانیومی بهره می‌برد، به راحتی رکورد سرعت صوت را شکست. این هواپیما هم سرعت بالایی داشت، هم بسیار مقاوم بود و هم می‌توانست پروازهای طولانی را به انجام برساند. با توجه به این موارد نیروی هوایی آمریکا برای تیم تاندربرد خود این هواپیما را سفارش داد.

### ۱۹۶۰
در سال‌های پایانی دههٔ ۵۰، دو محصول دیگر در این شرکت ساخته شد. هواپیمای جت آموزشی تی-۲ بوک‌آی و هواپیمای مافوق صوت آ-۵ ویگیلنت. این شرکت در عین حال هواپیمای شکاری اوی-۱۰ و هواپیمای تی-۳۹ را برای آموزس در ارتش ایجاد کرد. با وجود موفقیت این شرکت در همهٔ این پروژه‌ها، درآند شرکت کفاف زیان‌های مالی آن‌ها را نمی‌داد.
یکی از قله‌های فعالیت ای شرکت هواپیمای ایکس-۱۵ بود. قرارداد ساخت این هواپیمای آزمایشی در سال ۱۹۵۵ بسته شد و در ۱۹۵۹ اولین پرواز با آن انجام شد. این هواپیما برای پرواز در ارتفاع‌های بالاتر از اتمسفر زمین طراحی شده بود و توانست به سرعت و گرمای بسیار بالاتر از حد معمول روبه‌رو شد. لی اتوود در ۱۹۶۰به عنوان مدیر اجرایی شرکت انتخاب شد. او توجه خود را بر روی برنامهٔ فضایی شرکت متمرکز کرد. این تصمیم‌گیری نتیجه داد، حداقل در دوران برنامهٔ آپولو. در سال ۱۹۶۱، این شرکت مارتین ماریتا را برای ساخت وسیلهٔ فرود بر سطح ماه شکست داد. نورث آمریکن بیشتر قسمت‌های پرتابگر ساترن ۵ را طراحی کرده و ساخت.
در فوریه ۱۹۶۶، ناسا اولین پرواز بدون سرنشین با آپولو را انجام داد. این فضاپیما توسط شرکت راکول طراحی شده‌بود. این شرکت هم‌چنین مرحلهٔ دوم موشک‌های بزرگ ساترن ۵ را طراحی کرد و ساخت. در طول مأموریت‌های آپولو ۹ فضانورد به سوی ماه رفتن و ۶ تن از آن‌ها بر سطح ماه فرود آمدند.
در ژانویه ۱۹۶۷، بر روی سکوی پرتاب، ۳ فضانورد آپولو در آتش سوختند. پس از آن تیمی شروع به بررسی حادثه کرد و شرکت نورث آمریکن را فاقد صلاحیت و شایستگی برای این پروژه اعلام نمود. با این اتهامات این شرکت برای ادغام با شرکت دیگری بیشتر مصمم شد. در مارس ۱۹۶۷ آن‌ها با راکول استاندارد ادغام شده و شرکت نورث آمریکن راکول (ان‌آی‌آر) را به وجود آوردند. با این ادغام شرکت نورث آمریکن توانست از توان و تخصص شرکت راکول در برنامه‌های خود بهره بجوید.
در سال ۱۹۶۷ قسمت راکت‌داین این شرکت، موشک‌های پیشرفته‌ای را طراحی کرد که سرانجام آن‌ها در برنامهٔ جمینی ناسا استفاده شد.این قسمت در عین‌حال موشک‌های بالستیک قاره‌پیمای تور و اتلس را برای نیروی هوایی آمریکا ایجاد کرد. موشک‌های هوا-به-هوای اسپارو و سایدویندر هم در همان سال‌های ۱۹۶۰ ساخته شدند.
اولین پرواز سرنشین‌دار آپولو در ۱۱ اکتبر ۱۹۶۸ صورت گرفت و این پروژه تا سال ۱۹۷۵ ادامه داشت.
در سال‌های ۱۹۶۰، این شرکت موتورهای موشک‌های ساترن ۵ و ساترن آی‌بی را که در طول مأموریت‌های آپولو مورد استفاده قرار گرفت را ساخت. این قسمت همچنین سیستم سوختی موشک‌های رداستون را که برای ماهواره اکسپلورر آمریکا ایجاد شده‌بود را طراحی کرد. موشک رداستون در عین حال برای پرتاب اولین فضاپیمای سرنشین‌دار (حامل آلن شپارد) به جو مورد استفاده قرار گرفت.

### ۱۹۷۰-۱۹۸۰
ان‌آی‌آر فعالیت‌های نظامی خود را نیز ادامه داد. در سال ۱۹۷۰، آن‌ها برندهٔ قرارداد ساخت هواپیمای بی-۱ در رقابت با بوئینگ و ژنرال دینامیکس شدند. این برنامه پر از رسوایی‌های گوناگون بود از زمان شروع برنامه تا پایان که با هزینه‌ها بالا برده شده و کارایی و اطمینان به محصول کاهش یافت. در جو پس از جنگ ویتنام، تمامی بودجه‌های مربوط به این پروژه حذف شد. در سال ۱۹۷۷ جیمی کارتر پروژه را مختومه اعلام کرد. نیروی هوایی آمریکا این پروژه را تحت عنوان برنامه موشک‌های کروز دوباره از سال ۱۹۷۹ از سر گرفت. پس از آن رونالد ریگان نام پروژه را بی-۱ بی تغییر داد و خواهان ادامهٔ آن تا ساخت ۱۰۰ هواپیما از این نوع برای کمک به برنامه گسترش سلاح شد.
در اوج فعالیت این پروژه در سال ۱۹۸۶ حدود ۴۰۰۰۰ نفر مشغول به کار بودند و دو سوم سود راکول از همین پروژه تأمین شد.
مدت‌ها قبل راکول قسمت سیستم‌های جابه‌جایی فضایی را راه‌اندازی کرده بود. این قسمت ساخت مدارگردهای شاتل فضایی را برعهده گرفت. اولین پرواز شاتل‌ها در ۱۴ آوریل ۱۹۸۱ انجام گرفت. بعد از بین رفتن چلنجر در ژانویه ۱۹۸۶، این شرکت مسئولیت مدارگرد جایگزین اندور را بر عهده گرفت.
این شرکت در عین حال در برنامه‌های بین‌المللی در دههٔ ۸۰ حضور یافت. این برنامه‌ها به توسعهٔ هواپیمای ایکس-۳۱ منجر شد. این اولین برنامهٔ توسعهٔ بین‌الملی هواپیمای ایالات متحده بود.

### ۱۹۹۰
در سال ۱۹۹۶، سیستم‌های فضایی راکول، راکت‌داین، قسمت هواپیما و دیگر قسمت‌های شرکت به شرکت بوئینگ پیوستند.

## محصولات

### هوانوردی

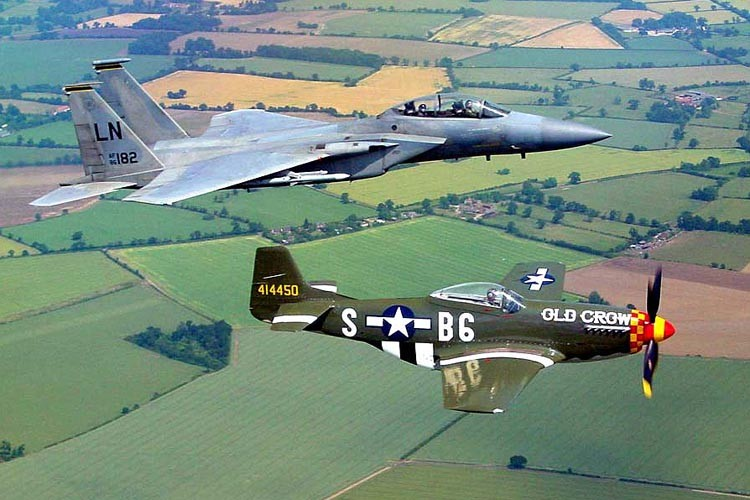
هواپیمای ماستنگ در کنار اف-۱۵

- پی-۵۱ ماستنگ
- اف-۸۲ تویین ماستنگ
- آ-۳۶ آپاچی
- بی-۲۵ میچل
- اف-۸۶ سیبر
- اف-۱۰۰ سوپرسیبر
- اف-۱۰۷
- وای‌اف-۹۳
- تی-۶ تکسان
- تی-۲۸ تروجان
- تی-۲ باک‌آی
- ایکس‌بی-۲۱
- او-۴۷
- بی‌تی-۹
- ایکس‌بی-۲۸
- ای‌جی سویج
- پی-۶۴
- تی-۳۹ سابرلینر
- ال-۱۷ ناوین
- بی-۴۵ ترنادو
- اف‌جی فوری
- ایکس-۱۰
- آ-۵ ویگیلانت
- ایکس‌اف-۱۰۸ راپیر
- اووی-۱۰ برونکو
- ایکس-۱۵
- ایکس‌بی-۷۰
- بی-۱ لنسر
- ایکس-۳۱
- راکول رینجر ۲۰۰۰
- راکول ایکس‌اف‌وی-۱۲

### فضانوردی
- موتور اصلی شاتل فضایی
- موتور اصلی موشک ساترن ۱
- موتور اصلی موشک ساترن ۵